# Legija stranaca
Legija stranaca (fra. La Légion étrangère) dio je francuske vojske, razlika u odnosu na ostale redovne postrojbe je to što su njeni pripadnici stranci, dobrovoljci. Koji god bili vaši korijeni, nacionalnost i vjera, kakvo god imali zvanje, društveni ili poslovni status, bili u braku ili slobodni, francuska Legija stranaca vam nudi šansu započeti novi život...
Legija broji 7699 ljudi, od kojih je 413 časnika, 1741 dočasnika i 5545 legionara podijeljenih u 11 pukovnija.

## Povijest
Od vatrenog krštenja prije 175 godina u Alžiru pa do njihovih posljednjih zadaća na Balkanu i Bliskom istoku, Legionare je vodio njihov moto: čast i odanost.
Opis današnje Legije stranaca nemoguće je razumjeti bez barem djelomičnog upoznavanja s njihovom prošlošću. Formirana potpuno od dobrovoljaca (plaćenici su u Legiju ušli kasnije) podrijetlom iz cijele Europe, Legija stranaca nastala je dekretom bivšeg Napoleonovog maršala Solta 9. ožujka 1831. godine, za vrijeme kralja Luja Filipa. Novostvorena postrojba - Legija stranaca, bila je sastavljena od 7 pješačkih bojni od kojih je svaka bila sastavljena od vojnika iste nacionalnosti: 1., 2. i 3. bojna bile su sastavljene od Švicaraca i Prusa, 4. su činili Španjolci, 5. je bila sastavljena od Talijana, 6. od Belgijanaca i Nizozemaca i na koncu 7. od Poljaka. Po dekretu, legionari su se smjeli boriti samo izvan europskih teritorija, pa su tako bili poslani na svoju prvu vojnu zadaću u Alžir, pod zapovjedništvom švicarskog pukovnika Stoffela, protiv alžirskih berberskih plemena.

### Meksiko
Napoleon III., francuski car, odlučio je uspostaviti u Meksiku 1863. svoju vlast pa je kao potporu tome tamo poslao snažni vojni kontignent čije je jezgro činila Legija. Zbog izbijanja narodne revolucije pod vodstvom Benita Juáreza i u potpunom neprijateljskom okruženju, kroz mnogobrojne bitke, Legija je ispisivala svoje najslavnije stranice na jedini način kako je to znala: svojom hrabrošću i svojom krvlju. Legija i danas slavi satnika Danjona (invalida bez podlaktice lijeve ruke), dvojicu potporučnika i 62 legionara iz sastava 3. satnije koje su sa streljivom i namirnicama dospjeli u meksičku zasjedu, uspjeli se povući na jednu ruševnu hacijendu u blizina gradića Camerona, gdje su se gotovo cijeli dan opirali napadima daleko brojnijih protivnika. Kad su ostali bez streljiva, hrane i vode posljednja petorica preživjelih krenuli su u juriš bajunetama, dvojica su odmah poginula, a troje posljednjih poštedio je meksički pukovnik Combas. Poštedio ih je zbog iskazane hrabrosti i dopustio Francuzima pokapanje njihovih mrtvih. Meksička kampanja trajala je dugačke četiri godine u kojima su legionarske trupe, kao i u alžirskoj i španjolskoj epizodi, kroz brojne bitke pretrpjele goleme gubitke.

### Pregledna kronologija misija
| - Alžir: 1831–1882 - Španjolska: 1835–1838 - Krim: 1854–1855 - Italija: 1859 - Meksiko: 1863–1867 - Južni Oran: 1882–1907 - Tonkin: 1883–1910 - Formosa: 1885 - Dahomey: 1892–1894 - Sudan: 1893–1894 - Madagaskar: 1895–1901 - Maroko: 1907–1914 | - Prvi svjetski rat: 1914–1918 - Orijent: 1914–1918 - Tonkin: 1914–1940 - Maroko: 1920–1935 - Sirija: 1925–1927 - Drugi svjetski rat: 1939–1945 - Indokina: 1945–1954 - Madagaskar: 1947–1950 - Tunis: 1952–1954 - Maroko: 1953–1956 - Alžir: 1954–1961 |

## Članstvo u Legiji
Legija je otvorena za svakoga, nebitno koje je nacionalnosti. Ipak, većina legionara dolazi iz europskih zemalja, međutim sve više i više pristupaju latinoamerikanci - čine, prema nekim izvorima, 24% ukupnog članstva. Većina časnika su Francuzi, od kojih su 10% bili pripadnici Legije te su do čina došli postupno.
U prošlosti, Legija je imala reputaciju da privlači samo kriminalce i plaćenike, međutim, danas se provjerava prošlost svakog kandidata. Općenito gledajući, osuđeni kriminalci se ne mogu pridružiti. Također, prije se pristupalo pod pseudonimom, odnosno izmišljenim imenom. Danas to nije tako, međutim, osobe koje žele započeti "život iznova" to mogu napraviti. Francuski državljani se prijavljuju pod stranim državljanstvom, uglavnom belgijskim ili švicarskim. Nakon tri godine službe, legionar se može prijaviti za francusko državljanstvo. Mora služiti pod pravim imenom, ne smije više imati problema sa zakonom i mora "odano služiti". Ipak, legionar koji je ranjen u borbi se može prijaviti za državljanstvo - “Français par le sang versé”, odnosno, "Francuz zbog prolivene krvi".
Službeno, Legiju je služila samo jedna ženska osoba, Susan Travers, koja se pridružila tzv. Free French Forces tokom Drugog svjetskog rata, te je postala član Legije nakon rata. Služila je u Vijetnamu i Prvom Indokineskom ratu.
Legija povremeno prima počasne članove. Tokom opsade Dien Bien Phua ta čast je dana generalu Christianu de Castriesu, pukovniku Pierru Langlaisu i Marchelu Biegardu.

## Proces regrutiranja
| Prvi dan          | U legijskom Centru za informacije. Prijava, informacije, uvjeti pristupanja. |
| Pre-selekcija     | 1 do 3 dana u legijskom Centru za regrutacije (Paris-Aubagne). Potvrda da ste zainteresirani za pristupanje, medicinski pregled. |
| Selekcija         | 1 do 10 dana u Regrutacijsko-selekcijskom centru u Aubagneu. Psihološki testovi, testovi karaktera, logički zadaci (ne zahtijevaju formalnu edukaciju), medicinski pregledi, testovi fizičke kondicije, motivacijski testovi, provjera prošlosti. Potvrda da ste primljeni ili odbijanje. |
| Finalna selekcija | 7 dana ; potpisivanje petogodišnjeg ugovora o pridruživanju, te pristupanje kadetima. |

Nakon pristupanja kadetima, slijedi osnovna obuka u trajanju od 15 tjedana.

## Kod časti
Svaki legionar mora znati tzv. Legionarski kôd časti. Legionari provedu mnogo sati učeći ga i recitirajući ga.
| Francuski | Hrvatski |
| --- | --- |
| - Art. 1 - Légionnaire, tu es un volontaire, servant la France avec honneur et fidélité. - Art. 2 - Chaque Légionnaire est ton frère d'armes, quelle que soit s nationalité, s race ou s religion. Tu lui manifestes toujours la solidarité étroite qui doit unir les membres d'une même famille. - Art. 3 - Respectueux des traditions, attaché à tes chefs, la discipline et la camaraderie sont ta force, le courage et la loyauté tes vertus. - Art. 4 - Fier de ton état de Légionnaire, tu le montres dans ta tenue toujours élégante, ton comportement toujours digne mais modeste, ton casernement toujours net. - Art. 5 - Soldat d'élite, tu t'entraînes avec rigueur, tu entretiens ton arme comme ton bien le plus précieux, tu as le souci constant de ta forme physique. - Art. 6 - La mission est sacrée, tu l'exécutes jusqu'au bout et si besoin, en opérations, au péril de ta vie. - Art. 7 - Au combat, tu agis sans passion et sans haine, tu respectes les ennemis vaincus, tu n'abandonnes jamais ni tes morts, ni tes blessés, ni tes armes. | - Art. 1 - Legionaru, ti si dragovoljac koji služi Francusku časno i predano. - Art. 2 - Svaki legionar ti je brat po oružju bez obzira na njegovu nacionalnost, njegovu rasu ili njegovu vjeru. Pokazuješ mu solidarnost koja povezuje članove iste obitelji. - Art. 3 - Poštivanje tradicije, privrženost vođama, disciplina i bratstvo su tvoja snaga, hrabrost i odanost su tvoje vrline. - Art. 4 - Ponosan na svoj status Legionara, to pokazuješ u uniformi, koja je uvijek besprijekorna, tvoje ponašanje je uvijek dostojanstveno i skromno, prostor boravka je uvijek čist. - Art. 5 - Kao elitni vojnik, teško ćeš trenirati, uvijek ćeš održavati svoje oružje kao svoju najveću dragocjenost, uvijek ćeš voditi brigu o svojoj fizičkoj spremi - Art. 6 - Misija je sveta, izvršit ćeš ju do kraja, poštovat ćeš zakone, običaje rata, internacionalne konvencije pod cijenu, ako je potrebno, svog života. - Art. 7 - U borbi, ponašat ćeš se bez emocija i bez mržnje, uvijek ćeš poštovati poraženog neprijatelja, nikad nećeš napuštati svoje mrtve ili ranjene, niti ćeš ikad predavati svoje oružje. |

## Galerija oznaka pukovnija
- 1° REC
- 13° DBLE
- 1° REG
- 2° REP
- 2° RE
- 1° RE
- 3° REI
- COMLE
- DLEM

## Hrvati u legiji
- Miljenko Filipović, zapovjednik Bojne Zrinski i 1. hrvatskog gardijskog zdruga
- Ante Gotovina, zapovjednik Zbornog područja Split u Operaciji Oluja
- Željko Glasnović, zapovjednik 1. gardijske brigade HVO-a
- Ante Roso, zapovjednik specijalnih postrojbi GS OSRH
- Zvonimir Skender, zamjenik zapovjednika 1. hrvatskog gardijskog zbora
- Ilija Tot, zapovjednik Bojne Frankopan
- Bruno Zorica, zapovjednik Bojne Frankopan

## Vanjske poveznice
- Službena stranica
- Odjel za regrutaciju